# Освітнє краєзнавство
Освітнє (педагогічне) краєзнавство  — поняття, яке має кілька тлумачень:
- система краєзнавчої освіти в навчально-виховній роботі освітніх закладів, яка проводиться за різними напрямками: літературне, історичне, географічне, природознавче, етнографічне, фольклорне.
- відносно самостійна галузь історичних і теоретичних знань про особливості різних типів навчально-виховних закладів окремих регіонів;
- галузь педагогічних наук, спрямована на вивчення освітянської справи краю;
- краєзнавча діяльність, в основі якої лежить взаємодія вчителя і учнів;
- сукупність  історичних і теоретичних знань про особливості освітянської справи та розвитку освіти окремих регіонів.

## Компоненти освітнього (педагогічного) краєзнавства
Побірченко Наталія Семенівна виділяє такі компоненти освітнього (педагогічного) краєзнавства:
- історико-педагогічний;
- регіональний;
- етнографічний;
- школознавчий;
- дидактичний;
- професійний

## Дослідження
Радьо Т. Тенденції розвитку вітчизняного освітнього краєзнавства в XIX ст.[недоступне посилання з вересня 2019]
Радьо Т. Ю. Краєзнавчо-освітня підготовка фахівців у Новоросійському університеті (XIX ст.)[недоступне посилання з вересня 2019]
Радьо Т. Ю. До питання тезаурусу термінів (на прикладі з'ясування проблеми краєзнавства)[недоступне посилання з вересня 2019]
Радьо Т. Ю. Освітнє краєзнавство як джерело модернізації змісту і підвищення якості освіти[недоступне посилання з вересня 2019]
Радьо Т. Ю. Проблема краєзнавства в системі підготовки вчителя в Україні (40-50-ті рр. XX ст.)[недоступне посилання з вересня 2019]
Радьо Т. Освітньо-краєзнавча діяльність професора В. М. Черняєва[недоступне посилання з вересня 2019]
Освітнє краєзнавство: біографічні дослідження [ред. Л. В. Литвинюк].
Клепко С. Ф. Освітнє краєзнавство: проект енциклопедичного тому «Полтавіка»
Освітнє краєзнавство: крок до «Полтавіки»
Школи Черкащини у вимірі часу / уклад.: О. В. Фещенко; Н. С. Побірченко; Л. В. Войтова; АПН Украї
Видатні люди Великобагащанщини
Лідери освіти Полтавщини
Флагмани освіти Полтавщини. Нові адреси передового педагогічного досвіду. 
На алтарь призвания: очерки о пед. династиях Харьковщины
Якухно І. І. Енциклопедія педагогічних династій Житомирщини
Звеличені вчительською працею: педагогічні династії Донеччини

## Конференції і семінари
XII Всеукраїнська науково-краєзнавча конференція «Освітнє краєзнавство: досвід, проблеми, перспективи» (2011)
Науково-практичний семінар «Освітнє краєзнавство і формування лідерської компетентності в сучасній школі: дослідження біографій випускників» (2013)
Всеукраїнська науково-практична конференція «Освітнє краєзнавство і формування лідерської компетентності в сучасній школі: дослідження біографій учителів» (2014)
Всеукраїнська науково-практична конференція «Біографічний досвід учительських династій: зв'язок поколінь» (2015)
Всеукраїнська науково-практична конференція «Біографічно-комунікативні практики в освіті» (2016)